# Грешка централне тенденције
Грешка централне тенденције је врста систематске грешке у оцењивању и опажању других особа која се састоји у томе да процењивач избегава екстремне оцене, те отуда испољава тенденцију да придаје средњу оцену на скали за неку особину или обележје личности. На тај начин скала расположивих оцена се фактички скраћује и на доњем и на горњем крају, јер се изузимају најниже и највише вредности.